# Buffalo Sabres

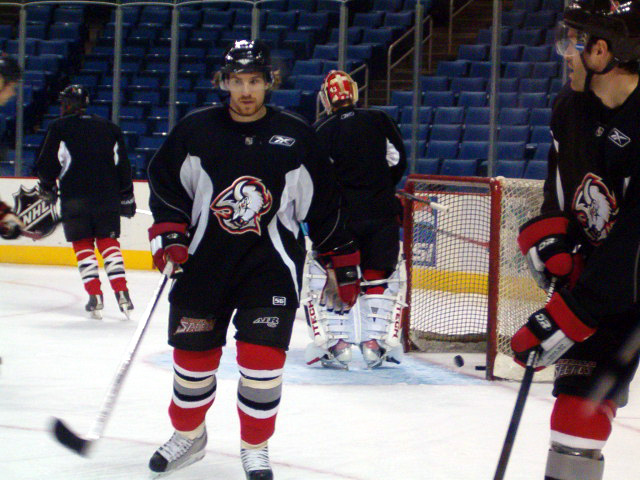
Equipament dels Buffalo Sabres

Els Buffalo Sabres són un equip professional d'hoquei sobre gel de la ciutat de Buffalo (Nova York, Estats Units). Els Sabres van ser fundats el 1970 i juguen a la National Hockey League (NHL), a la Divisió Nord-est de la Conferència Est. L'equip té la seu a l'HSBC Arena i els seus colors són el blau, el groc, el platejat i el blanc. Els sabres juguen amb jersei blau marí i pantalons blaus a casa, i amb jersei blanc i pantalons blaus a fora. També porten franges grogues i platejades.

## Història
L'equip fou fundat el 1970 com una de les dues franquícies d'expansió de la lliga juntament amb els Vancouver Canucks. Els Sabres van aconseguir guanyar tres campionats de conferència a les temporades 1974–75, 1979–80 i 1998–99, i també han guanyat cinc campionats de divisió. A la temporada 2006/07 els Sabres van aconseguir guanyar el Trofeu dels Presidents al millor equip de la lliga regular.

## Palmarès
- Trofeu dels Presidents (1): 2006-07
- Campionats de Conferència (3): 1974–75, 1979–80, 1998–99
- Campionats de Divisió (5): 1974–75, 1979–80, 1980–81, 1996–97, 2006–07